# Éternel féminin

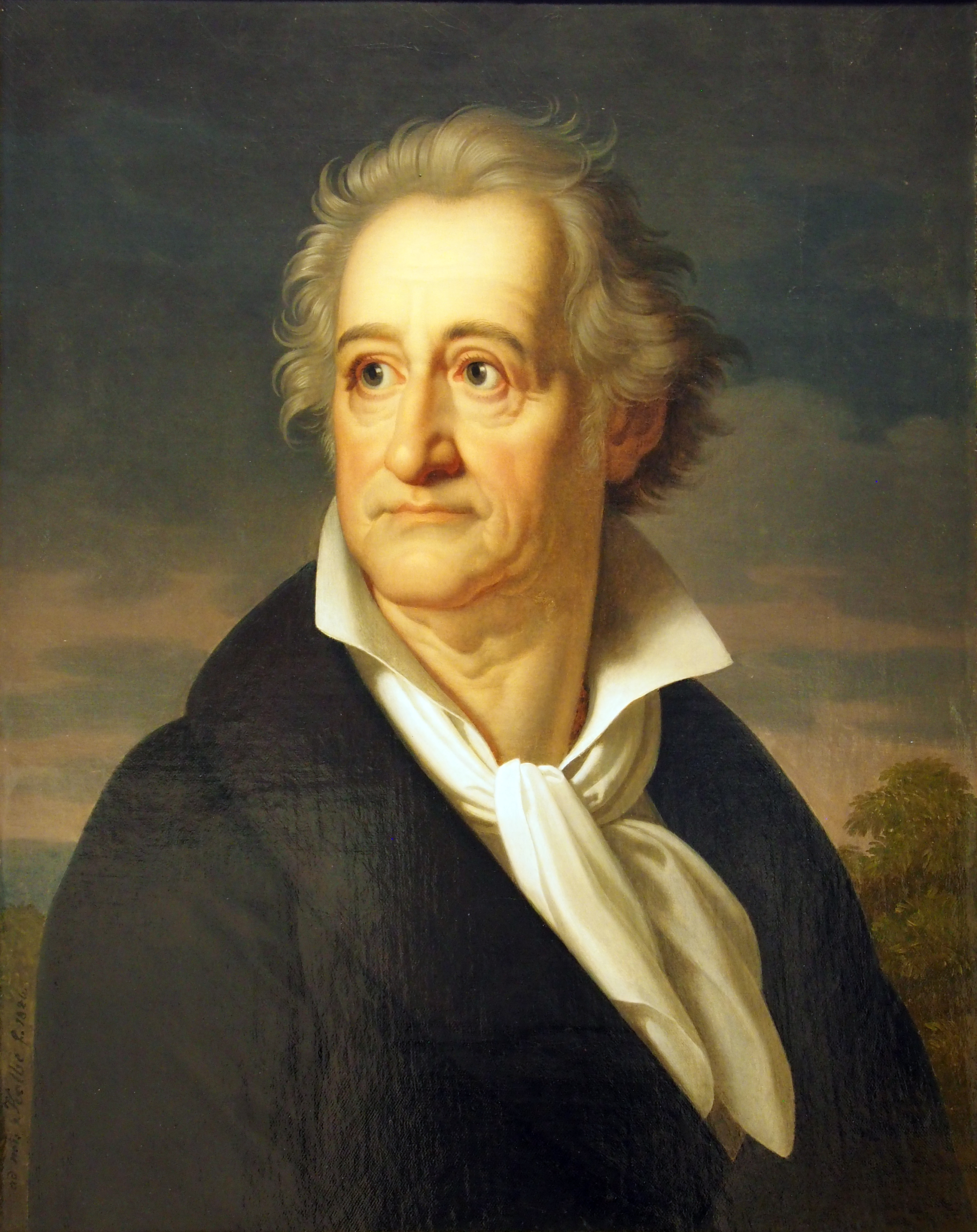
J-W Von Goethe, créateur du concept de l'Éternel féminin, tableau de 1826

L'éternel féminin, concept introduit pour la première fois par Johann Wolfgang von Goethe dans sa pièce Faust (1832), est une idéalité transcendantale du féminin. Il repose sur la prise en considération d'attributs, traits et comportements d'un grand nombre de femmes et figures féminines, en postulant que ces caractères expriment une ontologie féminine spécifique.

## L'éternel féminin faustien
Dans Faust, ceux-ci incluent des femmes historiques, fictives et mythologiques, des déesses et même des personnifications féminines de qualités abstraites telles que la sagesse. En tant qu'idéal, l'éternel féminin a une composante éthique, ce qui signifie que toutes les femmes n'y contribuent pas. Ceux qui, par exemple, répandent des commérages malveillants sur d'autres femmes ou se conforment simplement servilement aux conventions de leur société sont par définition des non-contributeurs. Étant donné que l'éternel féminin n'apparaît sans explication (mais pas sans préparation) que dans les deux dernières lignes de la pièce, il appartient au lecteur de déterminer quels traits et comportements il implique et lesquelles des différentes femmes et figures féminines de la pièce les apporter. Sur ces questions, les spécialistes de Goethe sont parvenus à un certain degré de consensus. L'éternel féminin a aussi des dimensions sociétales, cosmiques et métaphysiques.

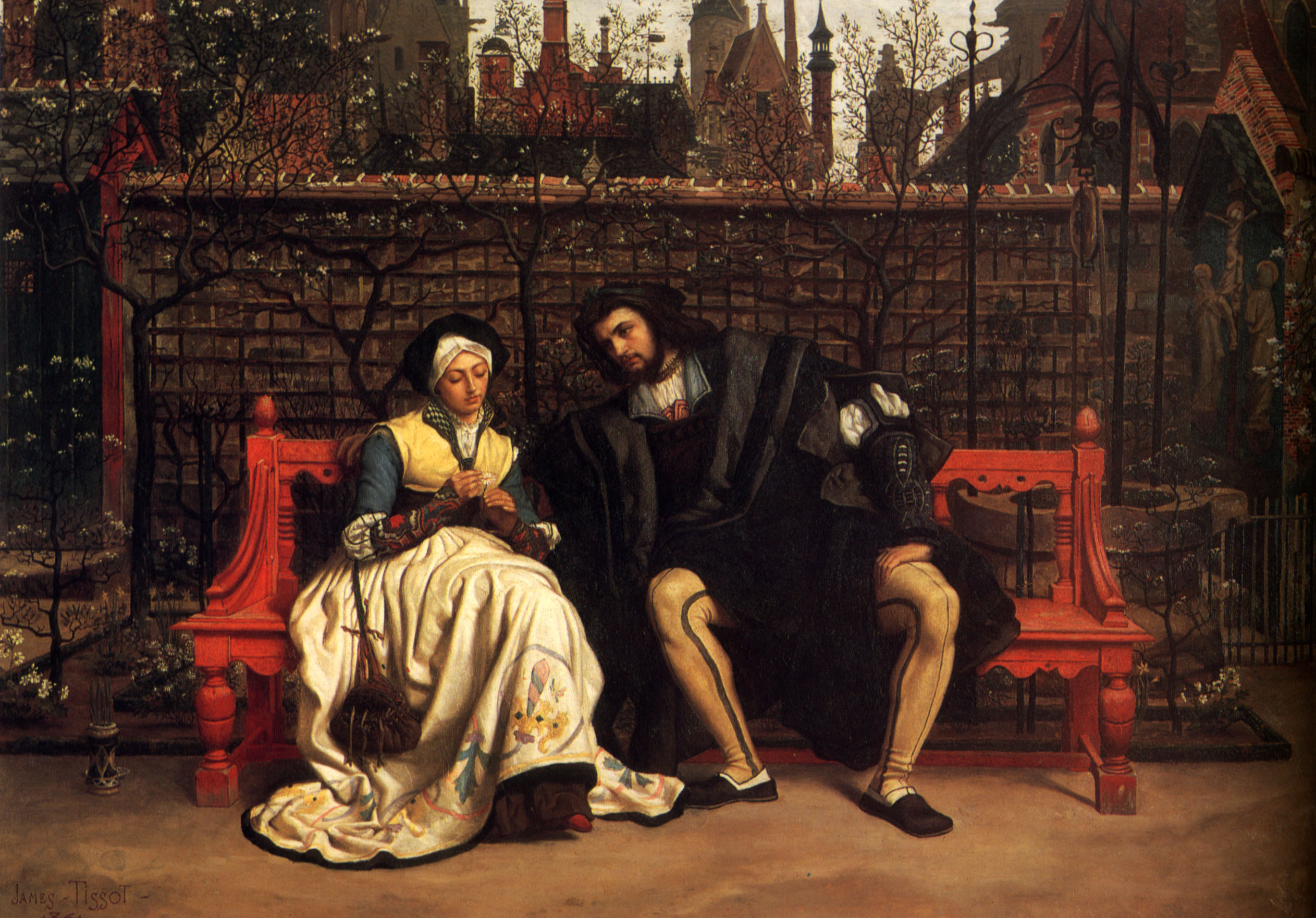
Faust et Marguerite

L'expression "éternel féminin" est située dans le dernier vers de la pièce du second Faust (ou Faust II, publiée en 1832) de Johann Wolfgang von Goethe, durant laquelle Méphistophélès veut prendre l'âme de Faust. Mais celui-ci n'est pas damné mais sauvé de l'enfer grâce aux prières de Marguerite. Faust conclut alors : « l'éternel féminin nous élève » (« das Ewig-Weibliche zieht uns hinan »), indiquant que c'est bien Marguerite qui sauve Faust de l’emprise du Diable.

## Les développements psychologiques de la notion d'éternel féminin
Depuis l'époque de Goethe, le concept de l'éternel féminin a été utilisé par un certain nombre de philosophes, psychologues, psychanalystes, théologiens, féministes, poètes et romanciers. L'idée commune est que la femme est "tout entière soumise à l’ordre symbolique aussi bien que l’homme".
Dans le domaine de la psychologie, l'idée d'éternel féminin provient du développement, par Carl-Gustav Jung, de l'archétype Anima au sein de la psychologie analytique. En effet, dans ses ouvrages La psychologie du transfert, Aïon, études sur la phénoménologie du Soi et Problèmes de l'âme moderne, Jung identifie l'Anima comme l'instance de personnification de la nature féminine de l'inconscient de l'homme. Elle assure une régulation (adaptation) entre le conscient et l'inconscient de l'homme ; à ce titre, elle est une fonction de relation interne (consient-inconscient) et externe (moi-le monde). En fonction du stade de maturité psycho-affective atteint par l'homme dans son processus d'individuation, l'Anima correspond à l'un des quatre archétypes suivants, qui naissent des projections de l'inconscient : Eve (objet de désir pulsionnel), Hélène de Troie (femme d'action), Vierge Marie (objet de sublimation spirituelle) et, enfin, Minerve - Femme Sage (la Mère du Monde, guide et initiatrice) qui pourrait être représentée par l'Arcane XXI du Tarot « Le Monde ». Marie-Louise von Franz précise que l'Anima fait naître en l'homme des sentiments, des humeurs vagues, des intuitions prophétiques, une sensibilité à l'irrationnel, une capacité d'amour personnel, un sentiment de nature et des relations avec l'inconscient.
L'Anima décrit la part féminine du psychisme de l'homme ; l'Animus correspond symetriquement à la part masculine du psychisme de la femme. C'est pourquoi, dans cette perspective, l'éternel féminin ne concerne pas que le femme : il se nourrit d'archétypes agissant dans la psyché de tout être humain, quels que soient son sexe et son genre.
Cette approche jungienne s'accorde à une conception cosmogonique, théogonique, mythologique religieuse du féminin qui s'illustre par les attributs reconnus aux figures féminines dans les civilisations :
| Attribut                                                | Déesse |
| Abondance                                               | - Rosmerta (mythologie gauloise) - Thalie (Grèce) |
| Absolu                                                  | - Dourga (hindouisme) - Guanyin (bouddhisme est-asiatique) |
| Accouchements                                           | - Nekhbet (Egypte) - Artémis (Grèce) - Ixquic/Ixchel (mythologie maya) |
| Agriculture                                             | - Amaterasu (shintoïsme) - Aphaïa (Grèce) - Cérès (Rome) - Déméter (Grèce) - Horat (mythologie étrusque) - Inanna/Ishtar (Mésopotamie) - Mbaba Mwana Waresa (mythologie zoulou) - Perspéhone (Grèce) - Proserpine (Rome) - Rénénoutet (Egypte) |
| Air                                                     | - Ilmatar (mythologie finlandaise) |
| Amour                                                   | - Aphrodite (Grèce) - Athor (Egypte) - Cliodhna (mythologie celte) - Freyja (mythologie scandinave/germaine) - Frigg (mythologie scandinave/germaine) - Inanna/Ishtar (Mésopotamie) - Io (Grèce) - Rati (hindouisme) - Shaushka (mythologie hourrite) - Sjöfn (mythologie scandinave) - Turan (mythologie étrusque) - Vénus (Rome) |
| Amours illégitimes                                      | - Lofn (mythologie scandinave) |
| Amours perdus                                           | - Lofn (mythologie scandinave) |
| Arcs-en-ciel                                            | - Julunggul (mythologie aborigène) - Mbaba Mwana Waresa (mythologie zoulou) - Ungud (mythologie aborigène) |
| Artisanat féminin                                       | - Xochiquetzal (mythologie aztèque) |
| Artisans                                                | - Athéna (Grèce) - Minerve (Rome) |
| Artistes                                                | - Athéna (Grèce) - Minerve (Rome) |
| Arts                                                    | - Athéna (Grèce) - Brigit (mythologie celte) - Menrva (mythologie étrusque) - Minerve (Rome) |
| Art de vivre                                            | - Eir (mythologie scandinave) |
| Art du tissage                                          | - Mam (mythologie maya) - Rénénoutet (Egypte) |
| Arts libéraux                                           | - Minerve (Rome) - les Muses : Calliope (poésie épique), Clio (histoire), Erato (poésie lyrique et érotique), Euterpe (musique), Melpomène (tragédie et chant), Polymnie (rhétorique et éloquence), Terpsichore (danse), Thalie (comédie) et Uranie (astronomie) – (Grèce) |
| Aurore                                                  | - Aurora (Rome) - Brigit (mythologie celte) - Eos (Grèce) - Thesan (mythologie étrusque) |
| Avenir                                                  | - Skuld (mythologie scandinave) |
| Beauté                                                  | - Aglaé (Grèce) - Aphrodite (Grèce) - Athor (Egypte) - Cliodhna (mythologie celte) - Freyja (mythologie scandinave/germaine) - Gersimi et Hnoss (mythologie scandinave) - Inanna/Ishtar (Mésopotamie) - Io (Grèce) - Rati (hindouisme) - Turan (mythologie étrusque) - Vénus (Rome) - Xochiquetzal (mythologie aztèque) |
| Belle saison                                            | - Héra (Grèce) |
| Bière                                                   | - Mbaba Mwana Waresa (mythologie zoulou) |
| Cachée                                                  | - Léto (Grèce) |
| Cavaliers                                               | - Epona (mythologie celte) |
| Chaleur                                                 | - Bastet (Egypte) - Tefnout (Egypte) - Saulė (mythologie balte) |
| Chaos                                                   | - Tiamat (Mésopotamie) |
| Chasse                                                  | - Aritimi (mythologie étrusque) - Arnakuagsak (mythologie inuit) - Artémis (Grèce) - Diane (Rome) - Nerrivik (mythologie inuit) - Skadi (mythologie scandinave) |
| Ciel                                                    | - Ataksak (mythologie inuit) - Neith/Nout (Egypte) |
| Colère                                                  | - Rauni (mythologie finlandaise) |
| Compassion                                              | - Guanyin (bouddhisme est-asiatique) |
| Consolation                                             | - Hlin (mythologie scandinave) |
| Connaissance                                            | - Snotra (mythologie scandinave) |
| Contrôle de soi                                         | - Snotra (mythologie scandinave) |
| Cycle de l'existence humaine (naissance, vie, mort)     | - les Moires : Clotho, Lachésis, Atropos (Grèce) - les Nornes : Urd, Verdandi et Skuld (mythologie scandinave) - les Parques : ClothoNona, Decima, Atropos/Morta (Rome) |
| Cycle des moissons                                      | - Cérès (Rome) - Déméter (Grèce) |
| Cycle menstruel                                         | - Mama Quilla (mythologie inca) - Sekhmet (Egypte) |
| Déesse-Mère                                             | - A'akuluujjusi (mythologie inuit) - Axomama (mythologie inca) - Gaïa (Grèce) - Grande Déesse (syncrétisme Wicca) - Ilmatar (mythologie finlandaise) - Kunapipi (mythologie aborigène) - Lajja Gauri (mythologie hindoue) - Mam (mythologie maya) - Mama Ocllo (mythologie inca) - Mère Caribou (mythologie inuit) - Ninhursag (Mésopotamie) - Nuwa (shénisme) - Oxomoco (mythologie aztèque) - Pachamama (mythologie pré-inca) - Papahānaumoku (mythologie hawaïenne) - Toci/Tetevinan/Teteoinnan (mythologie aztèque) - Xmucane (mythologie maya) - Yemoja/Yemaya (mythologie yoruba/vaudou) |
| Défense de la progéniture                               | - Taouret (Egypte) |
| Destin                                                  | - Cilens (mythologie étrusque) - Laima (mythologie balte) - Meskhenet (Egypte) - Nortia (mythologie étrusque) |
| Destruction du monde, déluge                            | - Ixchel (mythologie maya) |
| Discorde                                                | - Eris (Grèce) |
| Eau, mer, rivières, lacs                                | - Anahit (panthéon païen arménien) - Arnapkapfaaluk (mythologie inuit) - Aulanerk (mythologie inuit) - Damona (mythologie gauloise) - Eurynomé (Grèce) - Héqet (Egypte) - Hina (mythologie hawaïenne) - Mam (mythologie maya) - Namaka (mythologie hawaïenne) - Nerrivik (mythologie inuit) - Phra Mae Thorani (mythologie bouddhiste est-asiatique) - Sequana (mythologie celte) - Sothis (Egypte) - Tefnout (Egypte) - Thesan (mythologie étrusque) - Vellamo (mythologie finlandaise) - Yemoja/Yemaya/Manman Dlo (mythologie yoruba/vaudou/antillaise) |
| Espace (terre, air, mer)                                | - Gna (mythologie scandinave) |
| Eternelle jeunesse                                      | - Idunn (mythologie scandinave) |
| Exaucement des voeux                                    | - Sequana (mythologie celte) |
| Fertilité, fécondité, procréation, naissance, maternité | - Akna (mythologie inuit) - Ala (mythologie igbo) - Anahit (panthéon païen arménien) - Anjea (mythologie aborigène) - Aphaïa (Grèce) - Asase Ya (mythologie ashanti) - Athor (Egypte) - Bastet (Egypte) - Birrahgnooloo (mythologie aborigène kamilaroy) - Brigit (mythologie celte) - Chimalma (mythologie aztèque) - Coatlicue (mythologie aztèque) - Cybèle (Grèce) - Damona (mythologie gauloise) - Dea Matrona (mythologie celte) - Diane (Rome) - Dilga (mythologie aborigène karadjeri) - Freyja (mythologie scandinave/germaine) - Frigg (mythologie scandinave/germaine) - Haumea (mythologie hawaïenne) - Héra (Grèce) - Héqet (Egypte) - Ilithyie (Grèce) - Io (Grèce) - Isis (Egypte) - Ixquic/Ixchel (mythologie maya) - Julunggul (mythologie aborigène) - Junon Lucina (Rome) - Kapo (mythologie hawaïenne) - Laima (mythologie balte) - Lajja Gauri (mythologie hindoue) - Maia (Rome) - Mam (mythologie maya) - Mama Ocllo (mythologie inca) - Manasa (mythologie hindoue) - Mbaba Mwana Waresa (mythologie zoulou) - Meskhenet (Egypte) - Mout (Egypte) - Nantosuelte (mythologie celte) - Nerthus/Herta (mythologie germaine/gauloise) - Nuwa (shénisme) - Onuava (mythologie gauloise) - Parvati (hindouisme) - Pukkeenegak (mythologie inuit) - Rosmerta (mythologie gauloise) - Saulė (mythologie balte) - Shaushka (mythologie hourrite) - Sinivali (Véda) - Sothis (Egypte) - Taouret (Egypte) - Temazcalteci (mythologie aztèque) - Thalna (mythologie étrusque) - Tonacacihuatl (mythologie aztèque) - Turan (mythologie étrusque) - Ungud (mythologie aborigène) - Uni (mythologie étrusque) - Xochiquetzal (mythologie aztèque) - Xochitlicue (mythologie aztèque) - Yemoja/Yemaya (mythologie yoruba/vaudou) |
| Feu                                                     | - Nantosuelte (mythologie celte) - Pélé (mythologie hawaïenne) |
| Fidélité                                                | - Sigyn (mythologie scandinave) |
| Forêts et bois                                          | - les Dryades (Grèce) |
| Forge                                                   | - Brigit (mythologie celte) |
| Foyer                                                   | - Bastet (Egypte) |
| Fruits                                                  | - Pomona (mythologie étrusque) |
| Gardienne des tombes                                    | - Lasa (mythologie étrusque) |
| Guérison                                                | - Cliodhna (mythologie celte) - Sequana (mythologie celte) - Shaushka (mythologie hourrite) |
| Guerre                                                  | - Aphrodite (Grèce) - Athéna (Grèce) - Bellone (Rome) - Enyo (Grèce) - Freyja (mythologie scandinave/germaine) - Inanna/Ishtar (Mésopotamie) - Morrigan/Badb/Macha (mythologie celte) - Sekhmet (Egypte) - Shaushka (mythologie hourrite) - Uni (mythologie étrusque) - Yemoja (mythologie yoruba) |
| Haine                                                   | - Mégère (Grèce) |
| Héroïsme                                                | - Athéna (Grèce) - Morrigan/Badb/Macha (mythologie celte) |
| Hiver                                                   | - Skadi (mythologie scandinave) |
| Humidité                                                | - Tefnout (Egypte) |
| Immortalité                                             | - Xiwangmu (shénisme, taoïsme) |
| Implacable                                              | - Alecto (Grèce) |
| Industrie                                               | - Minerve (Rome) |
| Initiation                                              | - Julunggul (mythologie aborigène) |
| Intelligence                                            | - Minerve (Rome) |
| Invention des mots et du langage                        | - Mnémosyne (Grèce) |
| Jeunesse                                                | - Hébé (Grèce) |
| Joie                                                    | - Ataksak (mythologie inuit) - Athor (Egypte) - Aulanerk (mythologie inuit) - Euphrosyne (Grèce) - Io (Grèce) - Nanna (mythologie scandinave) |
| Justice                                                 | - Diké (Grèce) |
| Lumière terrestre, jour                                 | - Ataksak (mythologie inuit) - Héméra (Grèce) |
| Lune                                                    | - Aritimi (mythologie étrusque) - Chang'e (shénisme) - Ixquic/Ixchel (mythologie maya) - Kuutar (mythologie finlandaise) - Luna (Rome) - Mama Quilla (mythologie inca) - Mani (mythologie scandinave) - Nanna (mythologie scandinave) - Ningal (Mésopotamie) - Zirna, Tiv et Losna (mythologie étrusque) |
| Lune (croissant de)                                     | - Artémis (Grèce) |
| Lune noire                                              | - Hécate (Grèce) |
| Lune (nouvelle)                                         | - Raka (Véda) |
| Lune (pleine)                                           | - Séléné (Grèce) |
| Magie                                                   | - Isis (Egypte) |
| Maîtres d'école                                         | - Athéna (Grèce) - Toci/Tetevinan/Teteoinnan (mythologie aztèque) |
| Mal                                                     | - Lilith (Mésopotamie) |
| Mariage                                                 | - Frigg (mythologie scandinave/germaine) - Héra (Grèce) - Junon (Rome) - Laima (mythologie balte) - Nuwa (shénisme) - Perséphone (Grèce) - Var (mythologie scandinave) |
| Médecine                                                | - Brigit (mythologie celte) - Eir (mythologie scandinave) - Toci/Tetevinan/Teteoinnan (mythologie aztèque) |
| Mer                                                     | - Thétys (Grèce) - Tiamat (Mésopotamie) |
| Messagère                                               | - Iris (Grèce) |
| Météorologie                                            | - Asiaq (mythologie inuit) - Julunggul (mythologie aborigène) |
| Montagne                                                | - Skadi (mythologie scandinave) |
| Mort                                                    | - Aitas (mythologie étrusque) - Chimalma (mythologie aztèque) - Cliodhna (mythologie celte) - Coatlicue (mythologie aztèque) - les Erynies : Mégère, Tisiphone et Alecto (Grèce) - Hécate (Grèce) - Isis (Egypte) - Inanna/Ishtar (Mésopotamie) - Ixtab (mythologie maya) - Izanami (shintoïsme) - Kalma (mythologie finlandaise) - Laima (mythologie balte) - Meskhenet (Egypte) - Neith/Nout (Egypte) - Parvati (hindouisme) - Perséphone (Grèce) - Persipnai (mythologie étrusque) - Proserpine (Rome) - Tuchulcha (mythologie étrusque) - Tuonetar (mythologie finlandaise) - Vanth (mythologie étrusque) - Veive (mythologie étrusque) - Xochitlicue (mythologie aztèque) |
| Musique                                                 | - Athor (Egypte) - Io (Grèce) |
| Naissance                                               | - Ixquic/Ixchel (mythologie maya) - Ouadjet/Bouto/Outo (Egypte) |
| Nature                                                  | - Artémis (Grèce) - Cybèle (Grèce) - Nantosuelte (mythologie celte) - les Nymphes (Grèce) - Papahānaumoku (mythologie hawaïenne) |
| Neige                                                   | - Poli'Ahu (mythologie hawaïenne) |
| Nourriture                                              | - Tonacacihuatl (mythologie aztèque) |
| Nuit                                                    | - Cilens (mythologie étrusque) - Léto (Grèce) |
| Paix                                                    | - Nanna (mythologie scandinave) |
| Passé                                                   | - Urd (mythologie scandinave) |
| Peinture                                                | - Toci/Tetevinan/Teteoinnan (mythologie aztèque) |
| Pluie                                                   | - Birrahgnooloo (mythologie aborigène kamilaroy) |
| Prédiction de l'avenir                                  | - Frigg (mythologie scandinave/germaine) - Végoia (mythologie étrusque) |
| Poésie                                                  | - Brigit (mythologie celte) |
| Présent                                                 | - Verdandi (mythologie scandinave) |
| Principe féminin suprême                                | - Parvati (hindouisme) |
| Printemps                                               | - Brigit (mythologie celte) - Maia (Rome) - Proserpine (Rome) |
| Prospérité                                              | - Manasa (mythologie hindoue) |
| Protection des enfants                                  | - Bastet (Egypte) - Yemaya (mythologie vaudou) |
| Protection des femmes                                   | - Ixquic/Ixchel (mythologie maya) - Héra (Grèce) - Junon (Rome) - Mama Quilla (mythologie inca) - Yemoja/Yemaya (mythologie yoruba/vaudou) - Xochiquetzal (mythologie aztèque) |
| Protection des femmes enceintes ou en couches           | - Bastet (Egypte) - Freyja (mythologie scandinave/germaine) - Frigg (mythologie scandinave/germaine) - Héra (Grèce) - Ixquic (mythologie maya) - Xochiquetzal (mythologie aztèque) |
| Protection des humains                                  | - Hlin (mythologie scandinave) - Uni (mythologie étrusque) |
| Protection des marins et des naufragés                  | - Ino/Leucothoé (Grèce) - Mazu (shénisme) |
| Protection des morts                                    | - Nephtis (Egypte) |
| Prudence                                                | - Snotra (mythologie scandinave) |
| Puissance universelle                                   | - Io (Grèce) - Isis (Egypte) |
| Rapprochement des opposés                               | - Inanna/Ishtar (Mésopotamie) |
| Renaissance, résurrection                               | - Chimalma (mythologie aztèque) - Coatlicue (mythologie aztèque) - Hécate (Grèce) - Io (Grèce) - Isis (Egypte) - Mout (Egypte) - Neith/Nout (Egypte) - Xochitlicue (mythologie aztèque) |
| Renouveau de la végétation                              | - Ariane (Grèce) - Artémis (Grèce) - les Nymphes (Grèce) - Perséphone (Grèce) - Proserpine (Rome) |
| Respect des serments d'amour                            | - Var (mythologie scandinave) |
| Richesse                                                | - Gersimi et Hnoss (mythologie scandinave) |
| Sagesse                                                 | - Athéna (Grèce) - Guanyin (bouddhisme est-asiatique) - Menrva (mythologie étrusque) - Minerve (Rome) - Snotra (mythologie scandinave) |
| Santé                                                   | - Saulė (mythologie balte) - Turan (mythologie étrusque) |
| Séduction                                               | - Gerd (mythologie scandinave) - Inanna/Ishtar (Mésopotamie) - Ixquic (mythologie maya) - Rati (hindouisme) - Vénus (Rome) |
| Sexualité, désir sexuel, passion                        | - Aphrodite (Grèce) - Inanna/Ishtar (Mésopotamie) - Ixquic (mythologie maya) - Jiutian Xuannü (taoïsme) - Rati (hindouisme) - Sjöfn (mythologie scandinave) - Yemaya/Manman Dlo (mythologie vaudou/antillaise) - Xochiquetzal (mythologie aztèque) |
| Ski                                                     | - Skadi (mythologie scandinave) |
| Soleil                                                  | - Amaterasu (shintoïsme) - Päivätär (mythologie finlandaise) - Saulė (mythologie balte) - Thesan (mythologie étrusque) |
| Souveraineté du pouvoir, royauté                        | - Inanna/Ishtar (Mésopotamie) |
| Stratégie militaire                                     | - Athéna (Grèce) - Jiutian Xuannü (religion chinoise traditionnelle, taoïsme) - Minerve (Rome) |
| Terre                                                   | - Asase Ya (mythologie ashanti) - Bhūmi (mythologie hindoue) - Ixchel (mythologie aztèque) - Jörd (mythologie scandinave) - Nantosuelte (mythologie celte) - Ninhursag (Mésopotamie) - Onuava (mythologie gauloise) - Pachamama (mythologie pré-inca) - Papahānaumoku (mythologie hawaïenne) - Phra Mae Thorani (mythologie bouddhiste est-asiatique) - Rauni (mythologie finlandaise) - Sémélé (Grèce) - Semla (mythologie étrusque) - Sif (mythologie scandinave) |
| Transgression                                           | - Inanna/Ishtar (Mésopotamie) |
| Vengeance                                               | - Dilga (mythologie aborigène karadjeri) - Tisiphone (Grèce) |
| Vérité                                                  | - Vör (mythologie scandinave) |
| Victoire                                                | - Niké (Grèce) - Victoria (Rome) |
| Violence                                                | - Pélé (mythologie hawaïenne) |
| Vitalité                                                | - Hébé (Grèce) - Saulė (mythologie balte) - Thalie (Grèce) - Thesan (mythologie étrusque) |

Cet examen des figures féminines du divin fait écho à la démarche de Jung qui avait débuté par un étonnement : l'exclusion du féminin "due à une perception scindée de la réalité divine". Une synthèse de ces attributs pourrait conduire à identifier au moins trois fonctions de l'éternel féminin : génétique (génération, mort et régénération), érotique (Eros par opposition au Logos) et unificatrice (unité du monde).

## Critique
L'éternel féminin est critiqué à plusieurs titres, d'abord d'un point de vue psychanalytique parce qu'il est inconnaissable, ensuite parce qu'il s'agit d'une notion relative et donc impermanente, enfin parce qu'il sert - en creux - à justifier le patriarcat.

### L'éternel féminin ne peut être défini car il est inconnaissable
Tout en reprenant à son compte l'idée d'une partition psychique masculin-féminin, le psychanalyste Jacques Lacan critique le concept d'éternel féminin en écrivant que "LA femme n'ex-siste pas". Dans ses séminaires XVIII (D'un discours qui ne serait pas du semblant) et surtout XX (Encore), il développe une théorie originale du féminin psychique qui repose sur le concept de "femme pas-toute". Pour lui, seul l'homme se définit par le complexe de castration : en tuant le Père, il a perdu la possibilité de posséder pour lui seul toutes les femmes et de dire la Loi. Tandis que la femme – et c'est là une la différence avec la théorie freudienne qui, circonscrite par l'Oedipe et Totem et tabou, n'a cessé de de se demander « Que veut la femme ? » sans pouvoir répondre à cette question, la femme étant réduite au complexe de castration et à l'envie de pénis – ne connaît pas ce complexe de castration. Dès lors, il n'existe pas de caractérisation inconsciente suffisamment englobante pour pouvoir parler d’une essence générale de la femme. Cette dernière, comme représentation, renvoie à un signifié qui est inconnaissable ; l'homme, instituteur du Logos et donc du langage, ne peut alors rencontrer que l'objet a. Le Féminin est alors « le silence à l'intérieur même de la parole », lacune innommable, mutisme, résistance au discours ; il ne peut être dit que par le recours biaisant aux représentations produites par le refoulement (fantasmes, rêves).
En empruntant une autre voie, Teilhard de Chardin exprime la même idée de l'inconnaissable ontologique du féminin, au début de son essai de mars 1918 sur L'éternel Féminin : ce féminin est et n'est pas seulement le complément du masculin pour former la totalité de l'Etre. Cet essai écrit en prose poétique, publié initialement dans les Ecrits du temps de la guerre, est dédié à la Béatrice de la Divine comédie de Dante.

### L'éternel féminin est une notion contingente
La critique sidère ici que l'éternel féminin est une notion culturelle et qu'à ce titre, elle est variable d'une société et d'une époque à une autre. L'éternel féminin correspond alors aux stéréotypes culturels dominants et n'a donc rien ni d'éternel ni d'intangible.

### L'éternel féminin est une justification masculiniste du patriarcat
Dans Le deuxième sexe, Simone de Beauvoir soutient que l'éternel féminin, en ce qu'il institue une dimension intemporelle de la représentation des femmes, constitue en réalité une aliénation.
De nombreuses féministes, notamment des éco-féministes, dénoncent la référence faite à l'éternel féminin en ce que ce dernier justifie "un monde extrêmement binaire, avec des assignations très claires au niveau du genre, là où le féminisme veut justement s’émanciper de la considération biologique du genre, notamment au niveau de la sexualité, de l’orientation sexuelle, de la parentalité. Le féminisme du féminin sacré est un faux féminisme qui fait le lit du patriarcat, car il est complètement aligné sur ce que ce système attend de nous ». A contrario, l'éternel féminin est supposé renvoyer à un éternel masculin qui sert de justification supplémentaire au patriarcat.
Toutefois, le courant différentialiste du féminisme admet l'idée qu'il existe une essence féminine, dont découlent des caractères féminins spécifiques et innés, qui justifierait certaines différences de traitement entre les sexes. Cette conception de "l'égalité dans la différence" - également appelée féminitude - est compatible avec celle de l'éternel féminin[réf. souhaitée].

## Dans la culture populaire

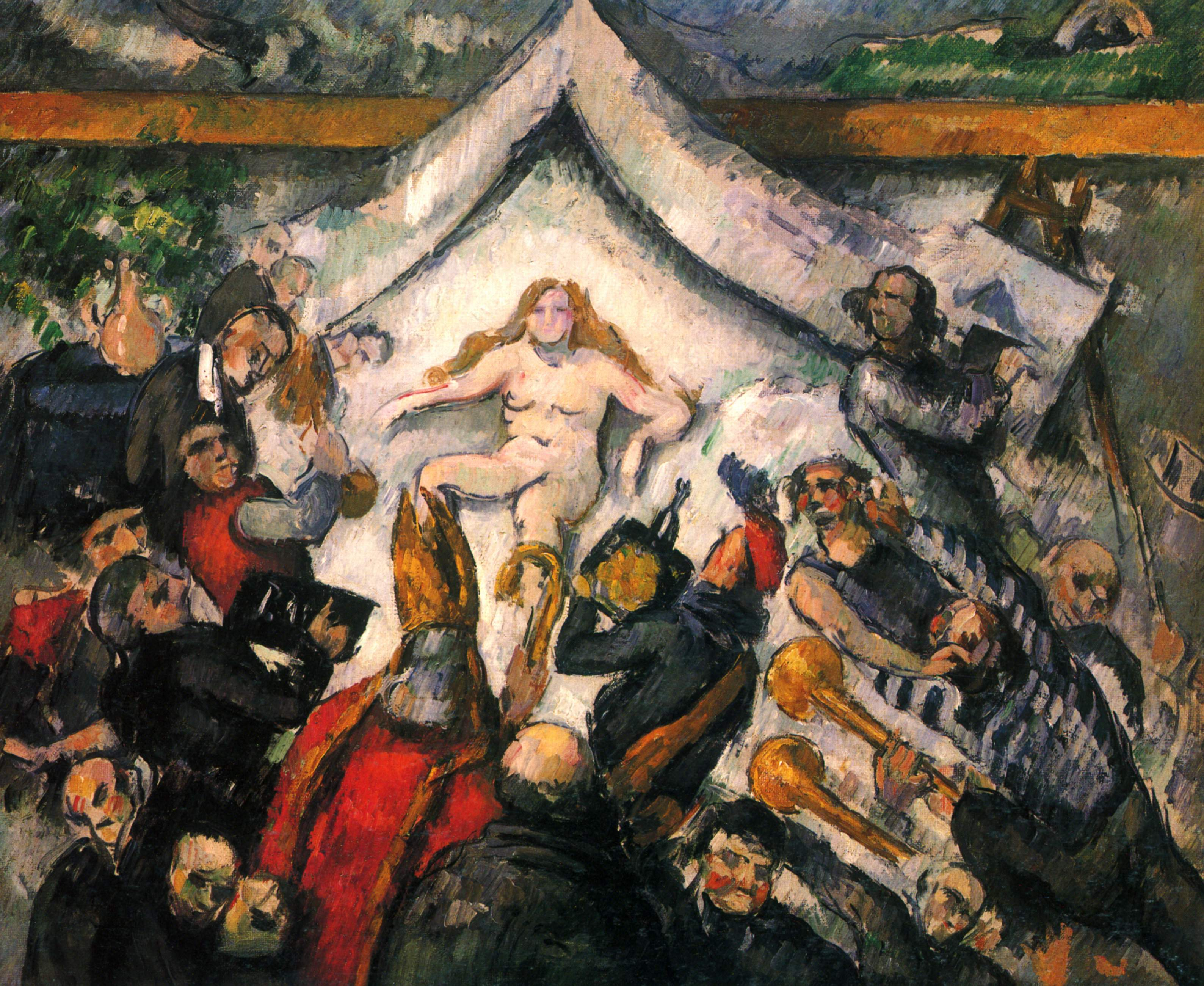
L'éternel féminin, tableau de Paul Cézanne (vers 1877)

### Dans la chanson
À l'origine, un poème de Jules Laforgue, L’éternel féminin est devenue une chanson du répertoire de Juliette Gréco, dont la musique a été composée par Joseph Kosma.

### Dans la littérature
L'Eternel féminin. Une histoire du corps intime est un livre de l'iconographe Béatrice Fontanel retraçant l'histoire du corps féminin dans les arts et paru en octobre 2001 aux éditions Seuil  (ISBN 978-2020492041).

### Dans la peinture
L'Éternel féminin est une peinture à l'huile sur toile réalisée en 1877 par l'artiste post-impressionniste français Paul Cézanne.

### Au cinéma
L'Éternel féminin (Forever Female) est un film américain réalisé par Irving Rapper, sorti en 1954, avec Ginger Rogers dans le rôle principal.